# Higginsia pyriformis
Higginsia pyriformis är en svampdjursart som beskrevs av Brøndsted 1916. Higginsia pyriformis ingår i släktet Higginsia och familjen Heteroxyidae. Inga underarter finns listade i Catalogue of Life.